# Sierra Madre de Chiapas
Sierra Madre de Chiapas, Sierra De Soconusco – pasmo górskie lezące w Kordylierach Ameryki Środkowej. Rozciąga się wzdłuż wybrzeża pacyficznego na długości około 600 km począwszy, na północy, od Przesmyku Tehuantepec, na pograniczu meksykańskich stanów Oaxaca i Chiapas (gdzie czasem nazywany jest Sierra de Istatan), poprzez Gwatemalę (gdzie nazywany jest Sierra Madre, lub Sierra de las Nubes - w pobliżu miasta Gwatemala) do Salwadoru na południowym wschodzie. Góry leżą głównie wzdłuż wybrzeża pacyficznego, tworząc dział wodny pacyficzno-atlanycki.
Góry zbudowane są ze skał krystalicznych przykrytych lawami i tufami wulkanicznymi. Najwyższym szczytem jest leżący w Gwatemali wulkan Tajumulco mierzący 4 220 m n.p.m.